# Elands Bay
Elands Bay (englisch; afrikaans: Elandsbaai) ist ein Küstenort in der Lokalgemeinde Cederberg, im Distrikt West Coast der südafrikanischen Provinz Westkap. Der Ort hat 1525 Einwohner (Stand 2011).
Der Ortsname bezieht sich auf die früher hier lebenden Eland-Antilopen.

## Geographie
Elands Bay liegt etwa 80 Kilometer nördlich von Saldanha und 220 Kilometer nördlich von Kapstadt. Durch den Ort verläuft der Mündungsbereich des Verlorenvlei, ein nur kurzer Flusslauf, der östlich der Siedlung in seinem Ästuar ein langgestrecktes Feuchtgebiet bildet. Nach einem langen Trockenbett ist er im Oberlauf wieder perrenierend und heißt da Kruismansrivier. Nördlich des Ortes und etwas von der Küstenzone entfernt erstreckt sich das Elandsbaai Nature Reserve.
In Elands Bay befindet sich mit dem Bobbejaansberg-Tunnel (auch Elands-Tunnel) der einzige Tunnel der über 800 Kilometer langen Bahnstrecke Sishen–Saldanha, die zum Abtransport von Eisenerz aus dem Binnenland um Dingleton gebaut wurde. Die Strecke kommt von Norden, durchquert den Ortskern und setzt mit einer Brücke auf das andere Ufer des Verlorenvlei über und danach folgt der Tunnel.

## Tourismus
Elands Bay ist als Surfgebiet bekannt.

## Sehenswürdigkeiten
- Kapfelsenhummer (englisch Crayfish, Jasus lalandii); zwischen Elands Bay und Lamberts Bay gibt es eines der ergiebigsten Fanggebiete Südafrikas
- Felszeichnungen in den Höhlen des nahegelegenen Bobbejaansberges. Etwa 5 Kilometer vom Ortszentrum entfernt wurde die Elands Bay Cave entdeckt, eine Höhle mit Felsmalereien ehemaliger Khoisan-Bewohner. Die früheste Besiedlung dieses Ortes wird auf einen Zeitabschnitt von vor etwa 80.000 Jahren datiert.[3]
- Verlorenvlei (RAMSAR),[4] ein langgezogenes Feuchtgebiet
- Walbeobachtungen von August bis November
- Die Reste einer Radarstation aus dem Zweiten Weltkrieg befinden sich am Baboon Point am Abhang des Bobbejaansberges zum Meer.[5]

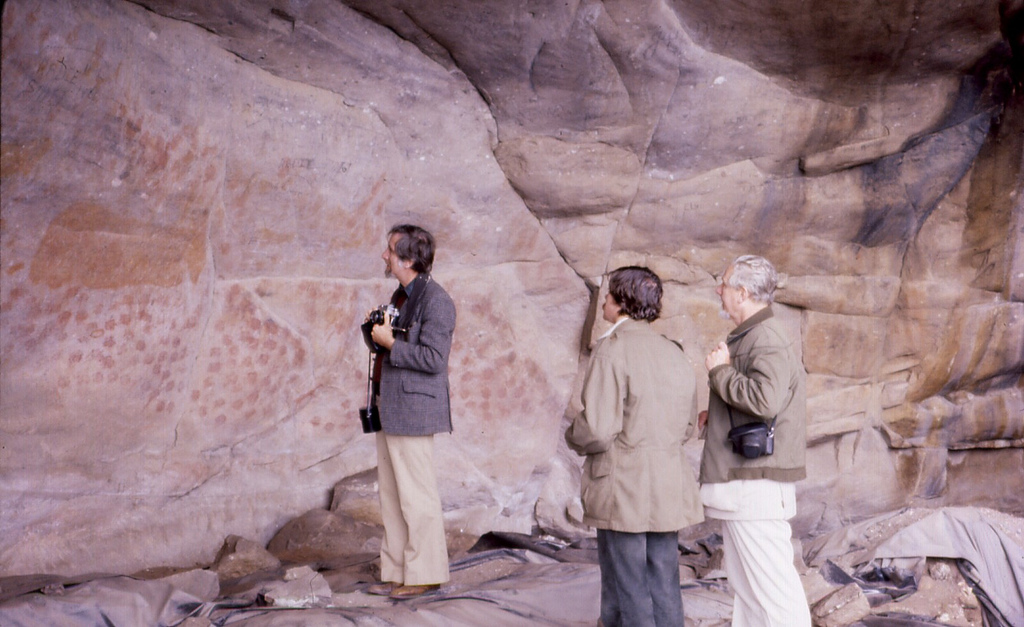
Felszeichnungen in den Höhlen von Elands Bay
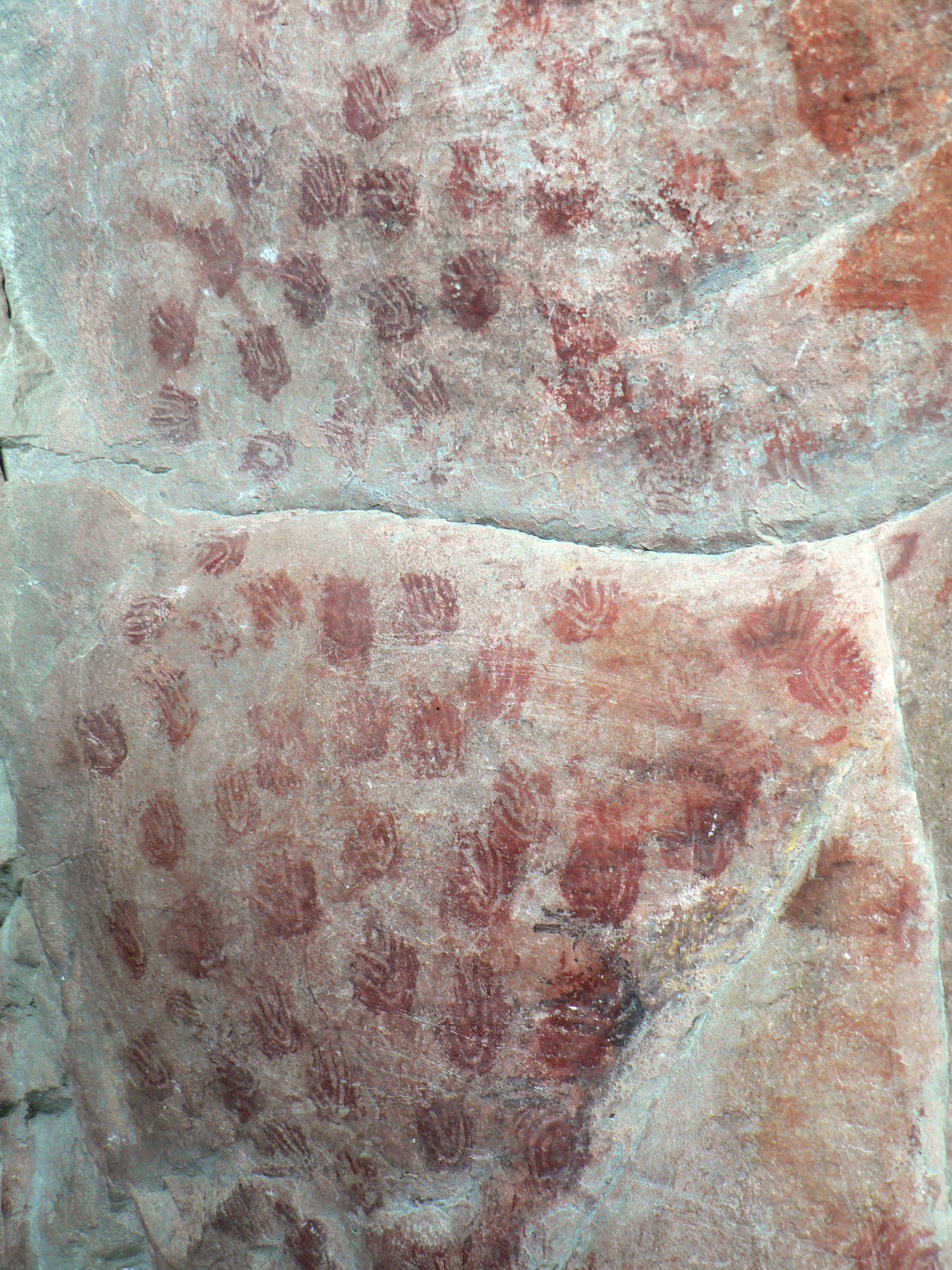
Felsmalerei am Baboon Point
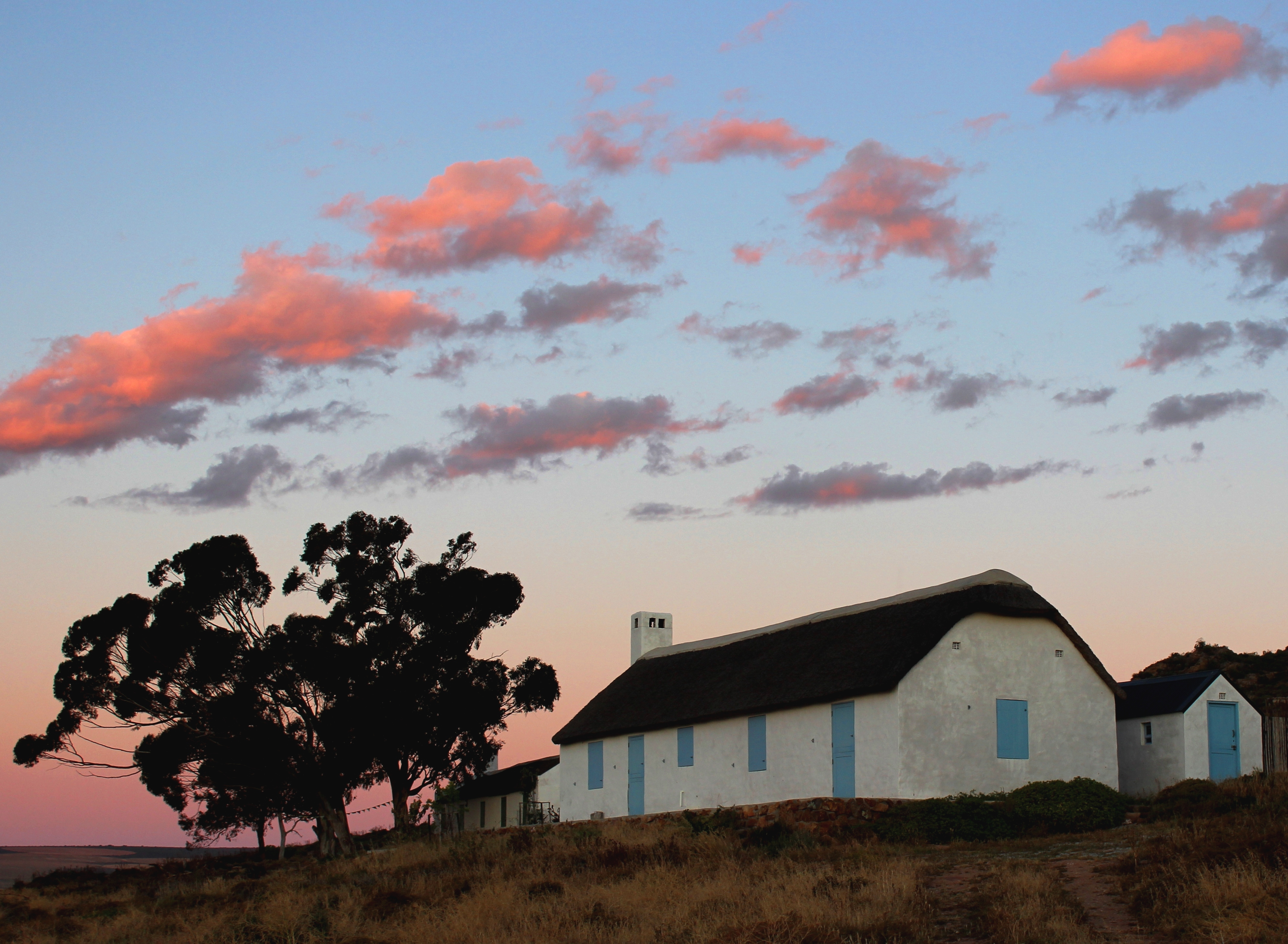
Altes Gehäft am Verlorenvlei
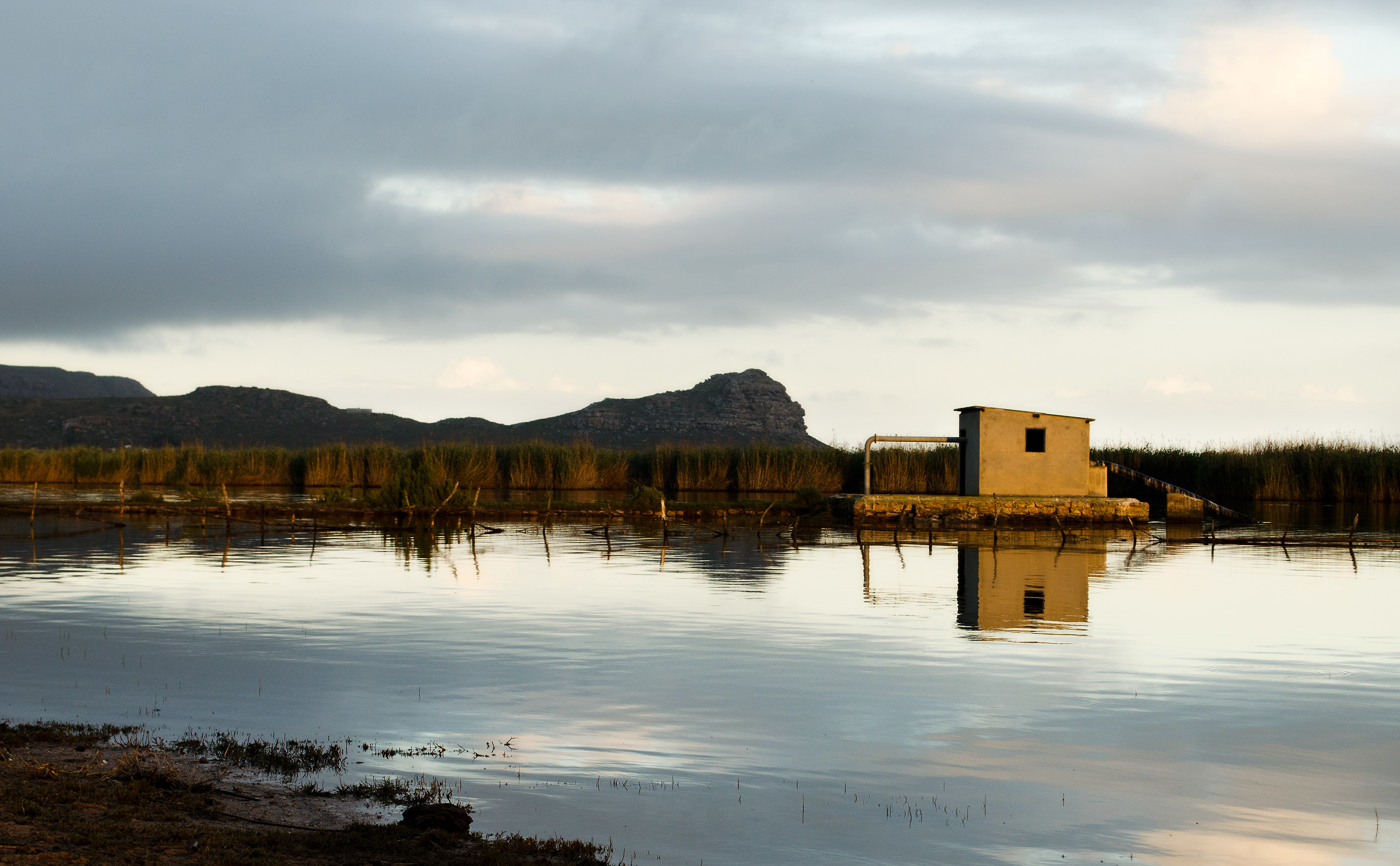
Am Verlorenvlei

## Verkehr
Die Regionalstraße R366 führt aus südöstlicher Richtung von Piketberg (dort R365) an den Küstenort heran und überquert da mit einer Brücke das Verlorenvlei. Weiter verläuft sie teilweise küstennah bis nach Velddrif. Personenverkehr auf der Eisenbahnstrecke gibt es nicht.